# Quốc Oai, Hà Nội
Quốc Oai là một xã thuộc thành phố Hà Nội, Việt Nam.

## Địa lý
Thị trấn Quốc Oai nằm ở trung tâm của Huyện Quốc Oai, có diện tích 5,1 km², dân số năm 2021 là 16.058 người, mật độ dân số đạt 3.148 người/km². Tỉnh lộ 81, Đường trục chính Bắc Nam, đường Phố Huyện, Đường Phủ Quốc, ĐT419, đại lộ Thăng Long là các tuyến giao thông đường bộ huyết mạch của thị trấn.

## Lịch sử
Ngày 16 tháng 6 năm 2025, Ủy ban Thường vụ Quốc hội ban hành Nghị quyết số 1656/NQ-UBTVQH15 trong đó về việc sắp xếp toàn bộ diện tích tự nhiên, quy mô dân số của các xã (Sài Sơn, Phượng Sơn, Thạch Thán, Thị Trấn Quốc Oai) thành xã mới có tên gọi là xã Quốc Oai

## Kinh tế - xã hội
Trên địa bàn thị trấn có 5 trường học: trường trung học phổ thông Quốc Oai, trung học cơ sở thị trấn Quốc Oai, trường trung học cơ sở Kiều Phú, trương tiểu học thị trấn Quốc Oai, trường Bồi dưỡng thường xuyên của huyện Quốc Oai và có 1 trung tâm y tế.
Cụm công nghiệp thị trấn Quốc Oai rộng 72 ha là một khu vực sản xuất quan trọng của huyện Quốc Oai.

## Di tích
Thị trấn Quốc Oai có đình Ngô Sài thờ tướng Đỗ Cảnh Thạc trong thời loạn 12 sứ quân. Ông là người chiếm đóng căn cứ Đỗ Động Giang, có công trấn giữ bình yên cho khu vực này trong thời loạn lạc.